# Adrien Bertrand
Pour les articles homonymes, voir Bertrand.
Adrien Bertrand, né le 4 août 1888 à Nyons et mort le 18 novembre 1917 à Grasse, est un écrivain et journaliste français. Il obtint le prix Goncourt 1914 pour son roman L'Appel du sol (décerné en 1916).

## Biographie
Fils de Louis-Samuel-Ernest Bertrand (1860-1924), dit Bertrand-Vigne, licencié en droit, docteur en théologie, avocat à la Cour d'appel de Paris, publiciste, un temps pasteur national et professeur de théologie à la faculté de théologie protestante de Montauban, chevalier de la Légion d'honneur (1921), et d'Anne-Henriette Vigne, il fit ses études à l'École alsacienne puis au lycée Louis-le-Grand, est admis à l’École normale supérieure qu'il quitte pour la faculté de droit. Adrien Bertrand commença sa carrière en tant que journaliste pour plusieurs journaux d'actualité et littéraires où il exposa ses idées socialistes et diffusa ses poèmes surréalistes. Vouant une grande admiration à Voltaire, il reprit le personnage de Candide dans plusieurs ouvrages. Adrien Bertrand fut marqué par la Première Guerre mondiale à laquelle il participa, ce qui lui fit développer une pensée antimilitariste omniprésente dans ses ouvrages.
Adrien Bertrand avait été appelé au service militaire le 1er octobre 1909, au 15e régiment de dragons à Libourne ; promu brigadier le 10 juillet 1910, puis maréchal des logis le 23 juin 1911, il est libéré du service le 24 septembre suivant. À la mobilisation générale, il rejoint le 2e régiment de dragons avec une promotion au grade de sous-lieutenant de réserve à titre temporaire dès le 8 septembre 1914, après avoir été cité à l'ordre de la 77e division d'infanterie le même jour : "Le Général est heureux de signaler à la Division la très audacieuse et très fructueuse reconnaissance exécutée le 7 septembre vers Clairefontaine et Héméril sous les ordres du Maréchal des Logis Bertrand (Adrien) du 2e régiment de dragons. Le Maréchal des Logis Bertrand est nommé Sous-Lieutenant" (Croix de Guerre avec étoile d'argent). Roland Dorgelès décrit ce moment : "Il collaborait à dix journaux et revues quand la guerre éclata. Antimilitariste, il part sans rechigner ; là-bas, il se conduit en héros. Maréchal-des-Logis au 2e dragons, il exécute des reconnaissances audacieuses ; un jour, il tombe sur un groupe d'Allemands, en tue six, dont un capitaine, et rapporte comme trophées le casque du chef et son sabre princier à la poignée enrichie de pierreries. Aux derniers jours d'octobre, à Henamesnil, en Lorraine, il est blessé par un éclat d'obus à la poitrine : c'est de cette blessure qu'il allait mourir. Mais si profonde que fût la plaie, elle ne pouvait pas vaincre un homme de cette trempe. Épuisé, subissant à tout moment une opération nouvelle, Adrien Bertrand écrit sans relâche. Il se sait perdu : il veut laisser une œuvre. Couché, il écrit dans son lit, au crayon. C'est ainsi qu'il compose la Victoire de Lorraine, son carnet de route, puis des vers, que publie le Correspondant, puis des contes, puis ce noble Appel du Sol, qui allait recevoir le Prix Goncourt 1914. Magnifique témoignage de soldat, que ce roman."
Après sa blessure il est traité dans différents hôpitaux militaires, et ne rejoindra plus le front, sa santé se dégradant ("tuberculose pulmonaire au 2e degré")... En mars 1916, n'étant plus actif, l'administration militaire le remet dans son grade de maréchal des logis et l'affecte au 13e régiment de chasseurs à cheval.  Dans le même temps, il est proposé pour la réforme qui lui est accordée "avec gratification" en mars 1917, quelques mois avant sa mort. Il est inhumé dans le caveau familial à Nyons où une rue porte désormais son nom.
À son décès, le journal Le Pays publie une nécrologie sous la plume de Léon Guillot de Saix (1885-1964) : "Le Pays vient de perdre un de ses meilleurs amis et collaborateurs, Adrien Bertrand, qui fit paraître ici-même ce beau conte philosophique placé sous le double parrainage de Voltaire et d'Anatole France : l'Orage sur le Jardin de Candide et dans lequel dialoguaient les héros immortels d'Homère, de Cervantès, de Goethe et de Dickens. Adrien Bertrand, arrière petit-neveu du général Bertrand, un des suprêmes et rares fidèles de Napoléon, passa son enfance à Paris, et fit aux vacances de fructueux séjours en Provence, au pays paternel. À l’École Alsacienne commencèrent ses études, poursuivies au lycée Louis-le-Grand. Il fut reçu à l’École Normale, mais n'y demeura pas. La littérature l'attirait. Devenu secrétaire de Catulle Mendès, il partagea les enthousiasmes du poète-critique. Ses premières chroniques parurent à Gil Blas. Quand Mendès mourut, Bertrand s'employa activement à entretenir la religion de sa mémoire, publia une pieuse monographie sur le disparu, et contribua effectivement à l'érection du monument du cimetière Montparnasse. Lancé dans le journalisme, Bertrand collabore alors au Siècle, à l'Action, à Paris-Midi, à l'Homme Enchaîné. Il s'intéresse particulièrement à la politique étrangère. Entre-temps, il fait jouer au Théâtre Femina son premier acte en vers, une comédie marivaudante, rose et mauve, puis la Comédie-Française représente pour un anniversaire de Racine, la Première Bérénice.. Mais déjà la guerre l'a pris et blessé deux fois. Lieutenant de dragons, décoré de la croix de guerre, Adrien Bertrand, qui laissa une jeune veuve, est mort à vingt-neuf ans, des suites de ses blessures, à Grasse, où des amis l'avaient obligé à demeurer en traitement, au bon soleil, dans un air pur et parfumé. Pour son compte, Adrien Bertrand ne voulait pas quitter Paris et ses fièvres, sa vie littéraire et dramatique. Il avait terminé une grande pièce en vers, l'Alouette, qu'il espérait voir représenter à la Comédie-Française... Poète, Adrien Bertrand avait fait paraître une luxueuse plaquette : Aux jardins de Priape, d'une harmonieuse venue : il préparait un nouveau recueil de poèmes d'un élan généreux, d'un rythme solide. Je le revois encore, pâle et blond, frêle et chaleureux, le regard vaste et clair, illuminé d'une ardente flamme intérieure, me confiant ses projets, ses espoirs. Ceux-ci se résumaient dans les dernières lignes de l'Orage sur le Jardin de Candide : "Le champ demeure, bien que les moissons aient été fauchées. Nous ferons naître d'autres moissons, et nous chercherons à les protéger contre de nouvelles tempêtes. Ah! les récoltes de demain!... Travaillons". Et Bertrand travaillait avec acharnement. Et c'est en plein travail que la mort l'a ravi. Il nous laisse en partant le plus fécond exemple. Il ne demande pas qu'on pleure, qu'on lamente. Il nous répète sereinement : Travaillons."
Roland Dorgelès a laissé dans l'Anthologie des écrivains morts à la Guerre un portrait flatteur d'Adrien Bertrand : "Nous nous étions connus en 1913 à l'Homme libre de Clemenceau et ce qui, dès l'abord, me frappa, ce fut ce terrible regard , droit, flamboyant, cet insoutenable regard qui n'appartient, croit-on, qu'aux héros de roman. On sentait vraiment, dans ces yeux-là, brûler une âme : elle brûla vite... Il aimait fougueusement les idées, les choses, la vie ; son activité s'emparait de tout avec une sorte de fièvre. [...] Indifférent à personne, aimé par tous ceux qui l'approchaient, c'était vraiment le plus loyal des amis, le plus beau des esprits."
D'abord marié à Arcachon le 3 octobre 1911 avec Gabrielle Robert, qui meurt peu après, il se remarie à Paris (7e) le 11 novembre 1915 avec Suzanne Périn, comédienne et chanteuse, en présence de témoins exceptionnels : l'ancien et futur président du Conseil Georges Clemenceau, Eugène Brieux et Fernand Gregh, membre et futur membre de l'Académie française, et enfin le lieutenant Georges Bertrand, son frère, à qui est dédié L'appel du Sol. Suzanne Périn publia sous le nom de Suzanne Adrien-Bertrand chez Flammarion en 1927 Expériences ou une femme d'aujourd'hui devant les hommes et devant l'amour. Elle laissa un capital à l'Académie Goncourt afin de récompenser des poètes pour l'ensemble de leur œuvre. La première Bourse Goncourt / Adrien Bertrand fut décernée en 1985 à Claude Roy ; elle a depuis récompensé Yves Bonnefoy (1986), Andrée Chedid (2002) ou encore Philippe Jaccottet (2003).

## Œuvres
- Les Soirs ardents, poésie, Paris, E. Sansot, 1908.
- Catulle Mendès, Paris, E. Sansot, 1908 ; étude sur Catulle Mendès.
- E. Brieux, Paris, Sansot, 1910 ; étude (64 pp.) sur Eugène Brieux.
- Les jardins de Priape (poèmes), Paris, Librairie Dorbon Aîné, 1915.
- La victoire de Lorraine, 24 août - 12 septembre 1914. Carnet d'un officier de dragons, Paris, Berger-Levrault, 1915 ; réédition "revue et augmentée" chez le même éditeur en 1917. La première édition a paru de manière anonyme, tandis que la réédition fut publiée sous le nom de l'auteur.
- La conquête de l'Autriche-Hongrie par l'Allemagne, une nouvelle forme du pangermanisme : le Zollverein, essai, Paris, Librairie Militaire Berger-Levrault, 1916.
- L'Appel du sol (roman), Paris, Calmann-Lévy, 1916 ; réédition en 2014 labellisée par la Mission du centenaire 14/18.
- L'Orage sur le jardin de Candide (romans philosophiques), Paris, Calmann-Lévy, 1917.
- Le Verger de Cypris (poèmes), Paris, Berger-Levrault, 1917.
- L'Illusion du préfet Mucius. Conte de l'an 80 de N.S. J.-C., Nancy-Paris-Strasbourg, Berger-Levrault, 1919 (illustré par Louis Jou) ; la page de titre porte "1917" mais l'achevé d'imprimer est de 1919.
- Sonnets sur la nature, Paris, L'Encrier (Imprimé par Roger Dévigne), 1923 ; publication posthume (réédition en fac-similé en 2017 par la Société d'études nyonsaises).